# Andeocalynda carrikeri
Andeocalynda carrikeri is een insect uit de orde Phasmatodea en de  familie Diapheromeridae. De wetenschappelijke naam van deze soort werd voor het eerst geldig gepubliceerd in 1919 door Hebard als Dyme carrikeri.